# Morizkyrkan

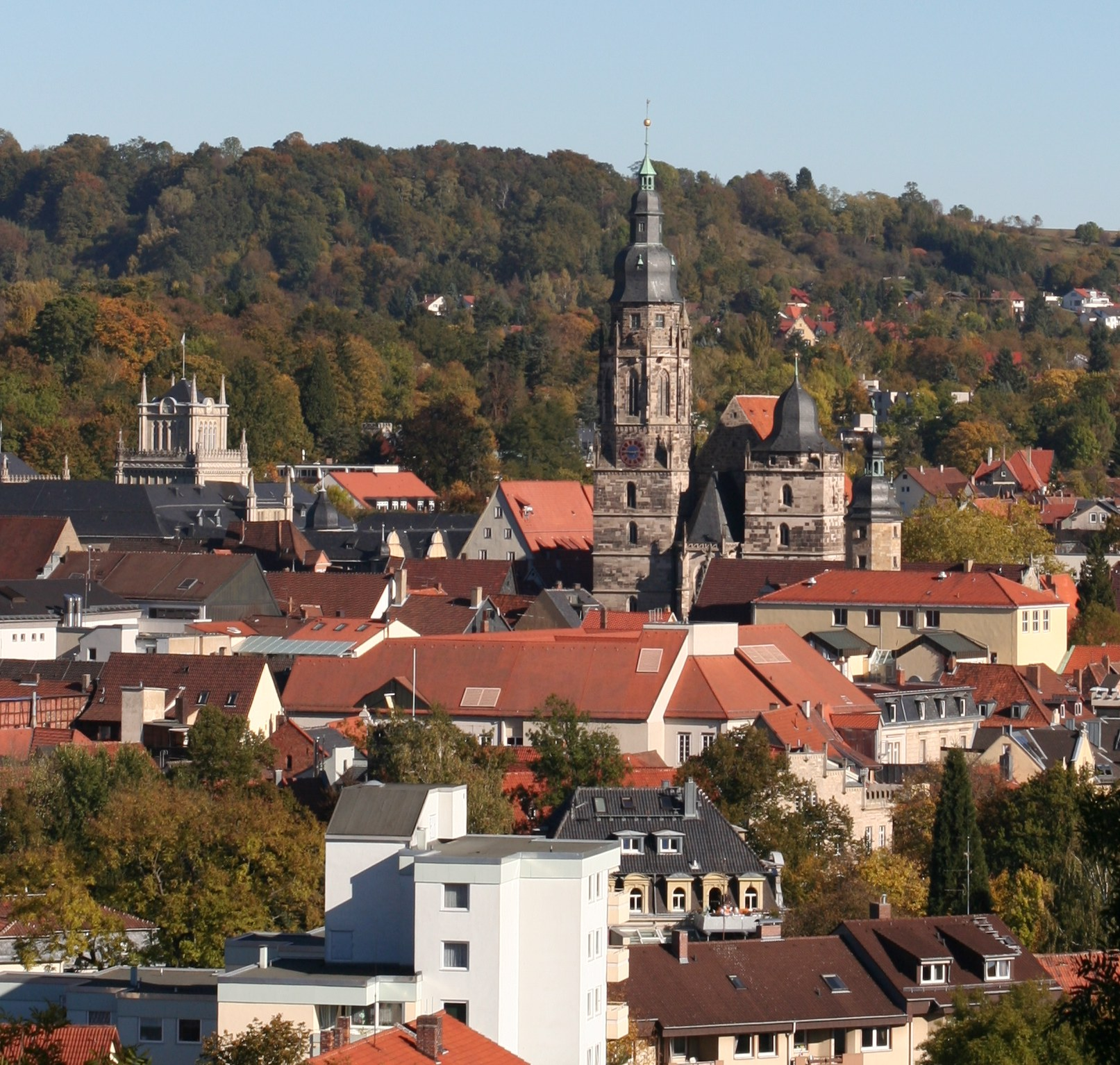
Morizkirche in Coburg

Morizkyrkan (tyska: die Morizkirche, St. Moriz, efter St. Mauritius) är en evangelisk-luthersk kyrka och den äldsta kyrkan i Coburg i Bayern, Tyskland. Kyrkan har sin grund i en romansk basilika från 1100-talet, och dess nuvarande gotiska östkor uppfördes 1330. Västra portalen med två kyrktorn uppfördes på 1400-talet.
Orgeln är byggd 1740 och ombyggd 1989.
Här skedde den kyrkliga vigseln mellan arvprins Gustaf Adolf och Sibylla av Sachsen-Coburg-Gotha den 20 oktober 1932.